# Norðtoftir
Norðtoftir is een gehucht dat behoort tot de gemeente Hvannasunds kommuna in het oosten van het eiland Borðoy op de Faeröer. Norðtoftir heeft 6 inwoners. De postcode is FO 736.